# Ágios Geórgios Tymfristoú
Ágios Geórgios Tymfristoú, en grec moderne : Άγιος Γεώργιος Τυμφρηστού, est un district communal (el), dans le district régional de Phthiotide, en Grèce-Centrale. Depuis 2010, il est fusionné au sein du dème de Makrakómi.
Selon le recensement de 2011, la population du district communal s'élève à 2 305 habitants.